# 눌최
눌최(訥崔, ?~624년)는 신라의 관리이다.

## 생애
사량부 출신으로, 대나마 도비(都非)의 아들이다.
진평왕 46년인 624년 10월, 백제가 침략하여 속함성(速含城), 앵잠성(櫻岑城), 기잠성(歧暫城), 봉잠성(烽岑城), 기현성(旗縣城), 혈책성(穴柵城)의 여섯 성을 포위하였다. 이에 왕이 주변 5군의 병력으로 하여금 이를 구원하게 하였다. 그러나 5군의 병사들은 백제군의 강성함을 보고 구원을 포기하고 돌아갔다.
드디어 백제는 여섯 성 중, 속함, 기잠, 혈책 세 성을 함락시켰다. 눌최가 남은 세 성의 군사를 이끌고 방어하고 있다가 5군의 군사들이 돌아갔다는 소식을 들었다. 그러나 눌최는 항복하지 않고 남은 병사들을 데리고 끝까지 싸웠다.
눌최의 부하 중에는 활을 잘 쏘는 이가 하나 있었다. 백제군과 싸울 때 그가 눌최 앞에서 활을 쏘니 백발백중이었다. 이에 백제군이 두려워 앞으로 나오지 못하였다. 그러나 백제군 한 명이 몰래 뒤로 돌아 눌최를 도끼로 쳐 죽였다.
이 소식을 들은 진평왕은 슬퍼하며 눌최에게 급찬을 추증하였다.

## 참고 자료
- 삼국사기 눌최 열전